# Samson Matam
Pour les articles homonymes, voir Matam.
Samson N'Dicka Matam est un haltérophile camerounais naturalisé français né le 22 avril 1976 au Cameroun.

## Biographie
Né en 1976 à Yaoundé (Cameroun) il fait ses premiers pas en Haltérophilie dans cette ville avec un père Haltérophile. En 1986, il commence sa carrière. Après quelques années de pratique au Cameroun, où il a été successivement champion provincial, puis du Cameroun toutes catégories. Il a également été médaillé lors de sa 1re compétition internationale aux Jeux africains de 1991. Grâce à une bourse de la solidarité olympique (C.I.O), il s'envole dans la foulée pour aller s'entrainer en France.
Après plusieurs records d'Afrique juniors et seniors, établis lors de différents championnats sous les couleurs du Cameroun, il devint aussi vice-champion du Monde junior en 1996. En 1999 il acquiert la nationalité française et devint champion de France senior à six reprises avec plusieurs de records de France dans les catégories des -62 kg et -69 kg. À ce jour, il est toujours le recordman de France en titre dans la catégorie des -62 kg.
Après quatre participations aux Jeux olympiques en tant qu'athlète, il met un terme à sa carrière en avril 2008. Ensuite, il intègre l'encadrement de l'équipe de France et participe à ses 5es olympiades en tant qu'entraîneur national.
Samson Matam fait partie d'une fratrie de 14 frères et sœurs. Onze d'entre eux sont haltérophiles, dont Bernardin et David,.
Avec la délégation camerounaise, il remporte deux médailles d'or et une médaille d'argent aux Championnats d'Afrique d'haltérophilie 1994 au Cap. Samson Matam participe aux Jeux olympiques d'été de 1996 d'Atlanta, où il termine 24e. 
Après sa naturalisation en 1999, c'est sous les couleurs françaises qu'il dispute les Jeux olympiques d'été de 2000 à Sydney et ceux de 2004 à Athènes, se classant respectivement aux 12e et 6e places.

## Divers résultats
sous les couleurs du Cameroun
- 1991 : 2e aux Jeux africains de 1991
- 1995 : 3ème aux championnats du Monde juniors
- 1996 : vice-champion du Monde juniors
- 1996 : 24ème aux Jeux olympiques d'été de 1996 d'Atlanta

sous les couleurs de la France
- 2000 : 12ème aux Jeux olympiques d'été de 2000 de Sydney
- 2003 : 8ème aux championnats du Monde
- 2003 : 4ème aux championnats d'Europe (en moins de 62 kg)
- 2004 : 6ème aux Jeux olympiques d'été de 2004 de Athènes